# 박명호
박명호(?~)는 조선민주주의인민공화국의 외교관이다.

## 경력
- 외무성 아시아국 국장[1]
- 주중국 조선민주주의인민공화국 대사관 공사[2]
- 주중국 조선민주주의인민공화국 대사관 대사대리
- 외무성 부상[3][4]